# 언더우드흙파는쥐
언더우드흙파는쥐 또는 언더우드주머니고퍼(Orthogeomys underwoodi)는 흙파는쥐과에 속하는 설치류의 일종이다. 코스타리카의 토착종이다.